# Mirsad Hibić
Mirsad Hibić (Zenica, 11. listopada 1973.) je bivši bosanskohercegovački nogometaš i nacionalni reprezentativac.

## Karijera
Hibić je nakon igranja za Čelik Zenicu prešao u splitski Hajduk. Odande je 1996. zajedno s Ivicom Mornarom transferiran u Sevillu. Ukupna vrijednost transfera se kretala oko 2,3 milijuna USD od čega je 1,5 milijuna dolara otpadalo na Mornara a 800.000 na Hibića. Upravo je taj zajednički transfer postao kontroverzan u Hrvatskoj jer je 13. veljače 2012. županijski sud u Splitu presudio kako Hajduk mora u roku od 15 dana platiti 14,5 milijuna kuna odštete španjolskoj agenciji Afis, na ime neisplaćenih provizija za transfere Ivice Mornara i Mirsada Hibića u Sevillu iz 1996. godine. Presuda je donesena nakon čak 13 godina vijećanja.
Sam Mirsad Hibić je za Sevillu igrao četiri sezone nakon čega prelazi u Atlético Madrid gdje je prekinuo karijeru u siječnju 2004.
Kao reprezentativac BiH, Hibić je odigrao 36 utakmica dok mu je posljednja utakmica bila u travnju 2004.
Prekidom igračke karijere Mirsad Hibić se vratio u Zenicu gdje živi s obitelji.

## Osvojeni trofeji

### Klupski trofeji
| Klub            | Trofej           | Sezona     |
| Španjolska      | Španjolska       | Španjolska |
| --------------- | ---------------- | ---------- |
| Atlético Madrid | Segunda División | 2001./02.  |

Statistika u Hajduku
| Natjecanje        | Nastupi | Zgoditci |
| ----------------- | ------- | -------- |
| Prvenstvo         | 79      | 6        |
| Kup               | 15      | 1        |
| Superkup          | 3       | 0        |
| Međunarodne       | 13      | 0        |
| Splitski podsavez | 0       | 0        |
| Ukupno            | 110     | 7        |
| Prijateljske      | 38      | 0        |
| Sveukupno         | 148     | 7        |

## Vanjske poveznice
- Profil igrača ba National Football Team.com